# Heavier than Heaven
Heavier Than Heaven (ISBN 0786865059) es el nombre de una biografía de 2001 del músico Kurt Cobain, cantante del grupo de grunge Nirvana. Fue escrito por Charles R. Cross.
Para el libro, Cross deseó crear la biografía "definitiva" de Cobain, e intentó contactar con varios de los amigos y familia de Cobain. En particular, recibió una significante cantidad de información de la viuda, Courtney Love. Sin embargo, por esta razón, el libro ha recibido críticas, porque ni el baterista de la banda Dave Grohl ni la madre de Cobain contribuyeron. A Cross también le fue permitido el acceso a los diarios de Cobain, que serían publicados en su mayoría en el libro de 2003 Journals.
Aunque es discutiblemente la más completa biografía de Cobain, Cross optó por incluir su propia impresión de cómo fueron los días finales de Cobain. Varios periodistas cuestionaron la inclusión de "ficción" en lo que se supone era un libro de no ficción. Al mismo tiempo, el deseo de Cross para que el libro fuera tan completo como fuera posible hizo que, ocasionalmente, aceptara información de segunda mano y, algunas veces, incorrectas. Sin embargo, pese a las críticas, el libro contuvo muchos detalles sobre Cobain y la carrera de Nirvana que hubieran podido no ser notados.
Cross tomó el nombre "Heavier than Heaven" de un tour que Nirvana hizo con la banda Tad en el Reino Unido. El cantante de Tad, Tad Doyle, era muy obeso; entonces el nombre, pensado por los promotores, era en parte para parodiar el falso hecho que solo Tad pesaba más que todos los miembros de Nirvana juntos.
En España fue publicada en enero de 2005 por la editorial Random House.
- Datos: Q617600